# Juan Gil
Juan Gil (bekannt auch unter der latinisierten Namensform Dr. Egidio; * um 1500 in Olvés bei Saragossa; † 1555 oder 1556 in Sevilla) war ein spanischer Geistlicher und Theologe. Er wird als Schlüsselfigur für die protestantische Bewegung im Spanien der Reformationszeit angesehen.

## Leben
Gil studierte ab 1525 Theologie an der Universität Alcalá, wo er nach dem Baccalaureat 1527 auch Vorlesungen hielt. 1533 wurde er als Domherr an die Kathedrale von Sevilla berufen. Gil hatte dort auch zu predigen, was er mit solchem Erfolg tat, dass Karl V. ihn 1549 als Bischof für das Bistum Tortosa nominierte. Bevor es zu einer Berufung kam, wurde er jedoch von der Spanischen Inquisition verhaftet, weil er lutherischer Irrlehren beschuldigt wurde. Durch seinen Freund  Constantino Ponce de la Fuente (1502–1560)  war er in Kontakt zu Martin Luthers Lehren gekommen. Nach eingehender Untersuchung durch eine Kommission, zu der unter anderem Domingo de Soto gehörte, wurde Gil auferlegt, einige ihm vorgeworfene Aussagen feierlich zu widerrufen. Nach erfolgtem Widerruf am 21. August 1552 in der Kathedrale musste er noch eine Gefängnisstrafe absitzen, bevor er Mitte 1553 sein Amt als Domherr wieder aufnehmen konnte. Nur predigen durfte er nicht mehr.
In Sevilla hielt er auch freundschaftlichen Kontakt zu Juan Pérez de Pineda (1500–1567). Nach der Verhaftung seines Freundes Juan Gil im Jahre 1540  verließ dieser das Königreich Spanien.

## Nachgeschichte
Erst nach Gils Tod wurde 1557/58 eine größere Gruppe von „Kryptoprotestanten“ in Sevilla und Valladolid entdeckt. 1559/60 wurden ca. 50 Personen auf dem Scheiterhaufen hingerichtet, andere retteten sich durch Widerruf. Bei etlichen von ihnen, darunter Maria de Bohorques, wurde festgestellt, dass ihre Entscheidung für den evangelischen Glauben auf den Einfluss von Gil zurückging. Darauf wurde Gil postum ein weiterer Prozess gemacht und schließlich wurden am 22. Dezember 1560 seine exhumierten Gebeine gemeinsam mit 14 lebenden Protestanten auf dem Scheiterhaufen verbrannt.
Von spanischen evangelischen Glaubensflüchtlingen, darunter Casiodoro de Reina, wurde Gil zum ersten evangelischen Märtyrer Spaniens stilisiert. Die heutige Forschung nimmt aber an, dass ihm der Widerruf leicht fiel, weil er nicht, wie ihm vorgeworfen wurde, ein Lutheraner war, sondern Erasmus von Rotterdam und Juan de Valdés größeren Einfluss auf ihn hatten. Der erste Widerruf galt allerdings der Aussage, „dass wir nur durch den Glauben gerechtfertigt werden“, also dem reformatorischen Sola fide.